# Milan Sedlár
Milan Sedlár (* 4. října 1967) je bývalý slovenský fotbalista.

## Fotbalová kariéra
V československé lize hrál za Inter Bratislava. Nastoupil v 10 ligových utkáních.

## Ligová bilance
| Ročník                                   | Zápasy | Góly | Klub             |
| ---------------------------------------- | ------ | ---- | ---------------- |
| 1. československá fotbalová liga 1988/89 | 2      | 0    | Inter Bratislava |
| 1. československá fotbalová liga 1989/90 | 8      | 0    | Inter Bratislava |
| CELKEM                                   | 10     | 0    |                  |